# Hanspeter Burri
Hanspeter Burri (født 22. december 1963) er en schweizisk tidligere fodboldspiller (forsvarer)
Burri spillede én kamp for det schweiziske landshold, en venskabskamp mod Brasilien 21. juni 1989.
På klubplan spillede Burri hele sin karriere i hjemlandet hos FC Luzern, og vandt det schweiziske mesterskab med klubben i 1989.

## Titler
Schweizisk mesterskab
- 1989 med FC Luzern

Schweizisk pokal
- 1992 med FC Luzern